# Aidah Amatstam
Aidah Amatstam is een Surinaams zangeres, songwriter en modeontwerpster. Ze zingt Surinaamse popmuziek en was van 1995 tot 2004 zangeres van de groep South South West. Sinds ze naar Nederland verhuisde zingt ze voor de groep Rupia. Ze is ontwerper van de kledinglijn Eye Da.

## Biografie
Amatstam werd rond 1967/1968 geboren. Ze van Javaanse komaf en een zus van Maroef en Ragmad Amatstam die ook naam maakten in de muziek.
Van 1995 tot 2004 stond ze bekend als de Raggamufin Queen en zong ze voor de muziekgroep South South West. Een grote hit uit die tijd was Thelma die ze met 
Bryan Muntslag zong. Met de groep ging ze op tournee door onder meer het Caribische gebied. Rond de jaarwisseling van 2003 naar 2004 zong ze samen met Lilian Tordjo, waarbij ze begeleid werden door Eromas onder leiding van Oesje Soekatma.
Eind 2003 ontmoette ze haar vriend Ern. In 2005 verhuisde ze met haar drie kinderen naar Nederland. Samen kregen ze nog een zoontje en in september 2014 huwden ze. Daarnaast is ze oma van enkele kleinkinderen.
Sinds 2012 zingt in de formatie Rupia. Eerder maakte haar broer Ragmad hier deel van uit. In 2013 bracht ze samen met andere artiesten een cd uit en daarnaast nog een solo-cd. Ze schrijft nummers voor haarzelf en voor anderen. In 2015 kwam ze met haar eigen kledinglijn onder de naam Eye Da. Ze richt zich vooral op dameskleding, zoals bruids- en galajurken.
In 2017 bracht ze een medleyvideo uit met pop-Jawa-muziek en in maart en april 2018 zong ze tijdens de opvoeringen van de theatershow Kaseko in Concert in Nederland. In 2018 ging ze met een aantal artiesten naar Suriname in verband met de viering van 128 jaar Javaanse immigratie. Hier brachten ze een bezoek aan Soewarto Moestadja, de Surinaamse minister van Arbeid, en gaven ze een concert in het de Anthony Nesty Sporthal.